# 혜정옹주
혜정옹주(惠靜翁主, 1514년 11월 6일(음력 10월 10일) ~ 1580년 6월 12일(음력 4월 21일))는 조선의 왕족으로 중종의 3녀이자 서차녀이며, 생모는 경빈 박씨이다.

## 생애
1514년(중종 9년) 10월 10일, 중종(中宗)과 경빈 박씨(敬嬪 朴氏)의 차녀로 태어났다. 이름은 석환(石環)이다.
1521년(중종 16년), 혜정옹주(惠靜翁主)의 작호를 받았으며, 이후 홍서주의 아들인 당성위(唐城尉) 홍여(洪礪)와 혼인하여 1녀를 두었다.
1527년(중종 22년), 어머니 경빈 박씨와 오빠인 복성군이 세자(인종) 저주사건인 작서의 변의 범인으로 지목되어 폐서인되고 상주로 추방되었으며, 1533년(중종 28년)에는 남편인 당성위 홍여가 가작인두의 변에 연루되어 장모 경빈 박씨의 사주를 받고 세자를 저주하는 일에 관여하였다는 죄목으로 추국을 받던 도중 모진 고문 끝에 사망하였다. 시아버지인 홍서주는 변방으로 유배되었다. 홍여 뿐만 아니라, 옹주의 어머니인 경빈 박씨와 오빠 복성군 또한 사사되었다. 또한 언니인 혜순옹주와 함께 옹주의 작호를 삭탈당하고 폐서인이 되었다.
이후 작서의 변이 김안로의 아들 김희가 꾸민 일임이 밝혀지면서 신원되어 도성 안에 거주가 허락되었고, 1541년(중종 36년) 인종이 중종에게 청하여 복성군과 혜순옹주, 혜정옹주 및 부마들의 속적을 회복시켜 직첩을 되돌려줄 것을 호소하였다.
혜정옹주의 딸인 홍옥환(洪玉環)은 장경왕후의 오빠인 윤임(尹任)의 손자 윤호(尹琥)와 혼인하였는데, 1545년(명종 즉위년) 을사사화로 윤호의 조부인 윤임과 아버지인 윤흥인이 연루되어 모두 처형되었지만, 윤호는 중종의 외손녀사위라 하여 연좌되지 않고 목숨을 구하였다. 이후 옹주는 양자를 들이지 않고 사위 윤호에게 의지하며 살았다.
1580년(선조 13년) 4월 11일, 사위인 윤호가 남도 우후(南道虞候)로 임명되었는데, 옹주의 병환이 깊고 간호할 자녀가 없으므로, 왕이 전교하여 체직시켰다. 4월 21일, 옹주는 병환으로 사망하였다. 양주(楊州) 울도리(鬱陶里)에 매장되었다.

## 가족 관계
- 부왕 : 중종(中宗, 1488 ~ 1544)
- 생모 : 경빈 박씨(敬嬪 朴氏, ? ~ 1533)
  - 오빠 : 복성군(福城君) 이미(李嵋, 1509 ~ 1533)
  - 언니 : 혜순옹주(惠順翁主) 이철환(李鐵環, 1512 ~ 1583)
- 시부 : 홍서주(洪敍疇, 1499 ~ 1546)
- 시모 : 철성군(鐵城君) 이갱(李鏗)의 딸 전주 이씨[5]
  - 남편 : 당성위(唐城尉) 홍여(洪礪, ? ~ 1533)
    - 딸 : 홍옥환(洪玉環, 1531 ~ ?)
    - 사위 : 파평 윤씨 윤호(尹琥)[6]
      - 외손녀 : 윤예순(尹禮順, 1552 ~ ?)
      - 외손녀 : 광주 안씨 안천서(安天敍)의 처(1553 ~ ?)
      - 외손녀 : 윤순이(尹順伊, 1554 ~ ?)
      - 외손녀 : 윤응례(尹應禮, 1558 ~ ?)
      - 외손녀 : 윤순례(尹順禮, 1562 ~ ?)
      - 외손자 : 윤정언(尹廷彦, 1564 ~ ?)
      - 외손녀 : 윤경례(尹敬禮, 1570 ~ ?)

## 같이 보기
- 복성군
- 경빈 박씨
- 작서의 변
- 김안로
- 윤임
- 윤흥인